# Højby
Højby es una localidad danesa en el norte de la isla de Selandia, con una población de 1.437 habitantes. A pesar de su reducido tamaño, es la capital del municipio de Odsherred.
Højby se localiza en el centro-norte de la península de Odsherred, a 3 km de la costa, a equidistancia entre el Isefjord y el Kattegat, y a 5 km al sureste de Nykøbing Sjælland. En los límites norte del poblado se encuentra el lago Højby.

## Historia
La localidad ya es mencionada en 1277 como Høghby, nombre que significa "poblado con túmulos". Sin embargo, se cree que la localidad es la misma que se menciona en el Libro del censo del rey Valdemar (1231) como Højkøbing, una ciudad comercial medieval en Odsherred. Los argumentos a favor son el gran tamaño de su iglesia, restos de fosos de una fortificación y de instalaciones portuarias en el lago. La ciudad, que tuvo cierta importancia, se comunicaba con el mar, pero la comunicación fue cortada por bancos de arena, lo que provocó que su economía decayera y perdiera los privilegios de ciudad comercial a favor de una localidad en la costa del Isefjord (posiblemente Nykøbing Sjælland).
Desde 1899 hay una estación de ferrocarril de la línea privada Odsherredsbanen (línea de Odsherred), que corre entre Holbæk y Nykøbing Sjælland.
Entre 1970 y 2006, Højby fue la capital del desaparecido municipio de Trundholm. Desde 2006 es capital del nuevo municipio de Odsherred.